# نیژنیه تاشلی
نیژنیه تاشلی (انگلیسی: Nizhniye Tashly) یک شهرک در شهرستان شارانسکی استان باشقیرستان کشور روسیه است.